# ポルトソール商店街
 ポルトソール商店街（ポルトソールしょうてんがい）は、大分県大分市中心部の府内町にある商店街である。通称は、ふないポルトソール。

## 概要
大分市中心街の目抜き通りである中央通りから、東側の遊歩公園通りまで、東西方向に約400mにわたって延びる商店街である。また、この商店街の北側には、サンサン通り及び府内五番街商店街が平行して、中央通りから遊歩公園通りまで東西に延びている。
昼はもとより、夕暮れからもにぎわうことを願って、ポルトガル語で「夕暮れ時」を意味する「ポルトソール」と名付けられた。